# Carola Arons
 (février 2019).
Si vous disposez d'ouvrages ou d'articles de référence ou si vous connaissez des sites web de qualité traitant du thème abordé ici, merci de compléter l'article en donnant les références utiles à sa vérifiabilité et en les liant à la section « Notes et références ».
Pour les articles homonymes, voir Arons.
Carola Arons, née le 2 juin 1971 à Amsterdam,, est une actrice néerlandaise.

## Filmographie

### Cinéma
- 1996 : Zoë : Zoë (court-métrage)
- 2013 : Valentino : La mariée

### Télévision

#### Séries télévisées
- 1997 : Goede daden bij daglicht : Minnie
- 2004 : Zes minuten : La fille
- 2007 : Willemspark (nl) : Tanya
- 2013 : Moordvrouw : Maria Linssen
- 2014 : Divorce : La caissière de la pharmacie
- 2014 : Flikken Maastricht : Carla Klein Gunnewiek
- 2015 : Vechtershart (nl) : L’officier
- 2016 : Nieuwe buren (nl) : Jessica
- 2016 : Rundfunk : Mme Boon
- 2016 : Alleen op de wereld : Betty Barbarin
- 2018 : Fenix (nl) : Stella

#### Téléfilms
- 2000 : De bitterzoet : Carry Broecx
- 2011 : Bon Voyage : La mère de Guido
- 2014 : Bouwdorp (nl) : Hesther
- 2015 : We will never be royals (nl) (Geen Koningen in ons Bloed) : La professeur